# Jessica Hugues
Jessica Hugues est une karatéka française née le 17 avril 1994 à Toulon. Son club est le Houdan Karaté Do à Houdan.

## Biographie
Jessica Hugues obtient sa ceinture noire 1er dan au Samouraï Toulon Var Karaté.
En 2008, elle remporte de l'Open international minimes.
Elle est sacrée championne du monde en 2011 chez les juniors en Malaisie en kata par équipe. Elle est ensuite surclassée senior.
Le 13 mai 2012, elle remporte la médaille d'or en kata par équipe aux Championnats d'Europe à Tenerife.
Aux championnats du monde de Paris Bercy en 2012, Jessica Hugues, accompagnée de Sonia Fiuza et de Clotilde Boulanger en kata équipe séniors, monte sur la troisième marche du podium.
Le 15 mars 2015, Jessica Hugues se blesse gravement lors du démonstration en kata par équipe. Elle se brise la cervicale C1 lors d’une chute sur la tête. Elle passera 1 mois à l’hôpital où on lui posera un halo crânien qu’elle portera pendant 3 mois pour résorber sa fracture. Après une longue période d’arrêt à la suite de son accident, Jessica Hugues réintègre l’équipe de France et obtient la médaille de bronze en kata par équipe aux Championnats d'Europe de karaté 2018 avec Marie Bui et Lila Bui.
En 2019, Jessica Hugues intègre le pôle olympique français en vue des Jeux olympiques de Tokyo en 2020. Elle mettra fin à sa préparation et sa carrière à la suite de l’annonce de sa grossesse et de la naissance de sa petite fille en octobre 2019.